# Philodonta
Philodonta es un género de escarabajos  de la familia Chrysomelidae. En 1906 Weise describió el género. Contiene las siguientes especies:
- Philodonta chirinda Maulik, 1919
- Philodonta modesta (Weise, 1906)
- Philodonta tuberculata (Pic, 1924)